# 盘县火腿
盘县火腿，又名“兰熏”、“火肉”，是熏制或腌制的猪腿；产于貴州省盤州市，迄今已有六百多年的历史，并已于2012年9月13日成为中國国家地理标志保护产品。
盘县火腿形似琵琶、皮色腊黄、肥肉乳白色、瘦肉玫瑰或桃红色，香味浓、肉质嫩；作主菜时以蒸、炖、炒、炸、烩皆可，以前三种为主，也可做为烹饪辅料。盘县火腿制作过程包括鲜腿选料、上盐腌制、堆码翻压、洗晒整形、上挂风干、发酵等环节。制作火腿的生猪腿须要选择三分肥肉，七分瘦肉、三十斤左右的猪后腿。腌制之前用玉米酒充分揉搓后，将猪腿一层层堆叠起来，进行第一次发酵。四到六天后，再进行第二次抹盐和翻压，第二次发酵大概需要一个月，火腿晾挂时会用柏树枝对火腿进行熏烤，晾挂一年半到两年左右。